# Stanisław Lubiński
Stanisław Lubiński, ps. „Cybuś” (ur. 30 czerwca 1884 w Radomyślu, zm. po 19 września 1938) – podpułkownik dyplomowany kawalerii Wojska Polskiego, działacz niepodległościowy, kawaler Orderu Virtuti Militari, inżynier rolnik.

## Życiorys
Urodził się 30 czerwca 1884 w Radomyślu, ówczesnym mieście powiatowym guberni kijowskiej, w ziemiańskiej rodzinie Cezarego i Marii z Kallenbachów. Był starszym bratem Mieczysława (ur. 1891), tytularnego rotmistrza Wojska Polskiego, odznaczonego dwukrotnie Krzyżem Walecznych. Uczęszczał do gimnazjum w Żytomierzu, w którym w 1906 zdał maturę. Brał czynny udział w konspiracyjnym życiu młodzieży uczniowskiej. Przez dwa lata pełnił funkcję prezesa Bratniej Pomocy. W 1909 ukończył studia w Akademii Rolniczej w Dublanach. W 1909 został powołany do odbycia obowiązkowej służby wojskowej w armii rosyjskiej na prawach wolontariusza (ros. Вольноопределяющийся). „Od 1910, będąc niezależnym materialnie, pracował w Warszawie jako główny instruktor kółek rolniczych na terenie całej Kongresówki”. W 1912 rozpoczął pracę w rodzinnym majątku.
1 sierpnia 1914 został zmobilizowany do 9 kazańskiego pułku dragonów. W 1915 pod Wołczkowcami został ranny. 24 czerwca 1916 został przydzielony do sztabu 2 Korpusu Kawalerii. Od 2 listopada do 7 grudnia 1917, jako członek Naczelnego Polskiego Komitetu Wojskowego i jego komisarz w 2 Korpusie Kawalerii wydzielił z niego żołnierzy – Polaków, którzy przeszli do tzw. oddziału mohylowskiego. W oddziale tym pełnił funkcję szefa sztabu. Po włączeniu oddziału w skład II Korpusu Polskiego w Rosji objął w nim obowiązki zastępcy szefa sztabu. Po bitwie pod Kaniowem (11 maja 1918) wrócił do rodzinnego majątku i włączył się w prace Polskiej Organizacji Wojskowej.
2 lutego 1919 został przyjęty do Wojska Polskiego i przydzielony do Inspektoratu Kawalerii. Był członkiem komisji przyjęć oficerów z byłej armii rosyjskiej do Wojska Polskiego. 25 września 1919 został mianowany zastępcą członka Oficerskiego Trybunału Orzekającego. 19 kwietnia 1920, na własną prośbę, został wysłany na front, na stanowisko szefa sztabu 3 Brygady Jazdy. Na tym stanowisku wyróżnił się 23 czerwca 1920 w walkach pod Zwiahlem. 15 lipca 1920 został zatwierdzony z dniem 1 kwietnia 1920 w stopniu majora, w kawalerii, w grupie oficerów byłych Korpusów Wschodnich i byłej armii rosyjskiej. Pełnił również obowiązki szefa sztabu 2 Dywizji Jazdy.
2 listopada 1921 został przyjęty do Wyższej Szkoły Wojennej w Warszawie, w charakterze słuchacza I kursu doszkolenia. 3 maja 1922 został zweryfikowany w stopniu majora ze starszeństwem z dniem 1 czerwca 1919 i 55. lokatą w korpusie oficerów jazdy. We wrześniu 1922, po ukończeniu kursu i „uzyskaniu pełnych kwalifikacji do pełnienia służby na stanowiskach Sztabu Generalnego” został szefem sztabu Inspektora Jazdy przy Inspektorze Armii Nr II, pułkownika Gustawa Orlicz-Dreszera. Będąc słuchaczem kursu doszkolenia, a następnie oficerem sztabu Inspektora Jazdy pozostawał oficerem nadetatowym 7 pułku ułanów w Mińsku Mazowieckim. W czerwcu 1924 został wyznaczony na stanowisko szefa sztabu 2 Dywizji Kawalerii w Warszawie. 1 grudnia 1924 został awansowany na podpułkownika ze starszeństwem z dniem 15 sierpnia 1924 i 11. lokatą w korpusie oficerów kawalerii. W październiku 1925 został przeniesiony do 1 pułku strzelców konnych w Garwolinie na stanowisko zastępcy dowódcy pułku. W grudniu 1927 został przydzielony do Oddziału IV Sztabu Generalnego na stanowisko wojskowego inspektora transportu. W 1928 uzyskał dyplom inżyniera rolnika na Politechnice Lwowskiej. W styczniu 1930 został zwolniony z zajmowanego stanowiska i oddany do dyspozycji dowódcy Okręgu Korpusu Nr I, a z dniem 31 maja tego roku przeniesiony w stan spoczynku. W 1934, jako oficer stanu spoczynku pozostawał w ewidencji Powiatowej Komendy Uzupełnień Warszawa Miasto III. Posiadał przydział do Oficerskiej Kadry Okręgowej Nr I. Był wówczas „przewidziany do użycia w czasie wojny”.
W 1937 mieszkał w Radomiu przy ul. Sienkiewicza 14 m. 6. 19 września 1938 został powołany na stanowisko zastępcy członka okręgowej komisji wyborczej w okręgu wyborczym nr 32 z siedzibą w Radomiu. W tym czasie był dyrektorem Spółki z o.o. Eksportowa Przetwórnia Mięsna w Radomiu.
Był żonaty z Heleną Wandą, dzieci nie miał.

## Ordery i odznaczenia
- Krzyż Srebrny Orderu Wojskowego Virtuti Militari nr 2344[29][30] – 1921[31]
- Krzyż Niepodległości – 16 marca 1937 „za pracę w dziele odzyskania niepodległości”[32][1][33]
- Krzyż Walecznych trzykrotnie nr 34377[11][34]
- Złoty Krzyż Zasługi[11]
- Medal Pamiątkowy za Wojnę 1918–1921[11]
- Medal Dziesięciolecia Odzyskanej Niepodległości[11]
- Odznaka Naczelnego Polskiego Komitetu Wojskowego[11]
- Krzyż Oficerski Orderu Gwiazdy Rumunii[35][34]
- Medal Zwycięstwa – 12 grudnia 1921[36][34]
- francuski Medal Pamiątkowy Wielkiej Wojny[11]